# Patrulles de control
Les Patrulles de Control foren uns escamots més o menys espontanis formats per militants d'organitzacions obreres i/o d'esquerres just després del cop d'estat del 18 de juliol de 1936 per perseguir tota persona que consideressin sospitosa de colpista o simplement de no revolucionària. Aviat es van coordinar des del del Comitè Central de Milícies Antifeixistes de Catalunya, un organisme parapolicial i repressor dirigit per José Asens de la CNT-FAI i Tomàs Fàbregas Valls d'ACR. Després de la dissolució del Comitè, les Patrulles de Control van continuar existint amb la creació de la Junta de Seguretat Interior de Catalunya, sota l'autoritat de la Generalitat republicana.
L'organització va ser creada oficialment el 10 d'agost del 1936 amb la missió de perseguir col·laboradors i simpatitzants de la sublevació feixista. Les patrulles s'havien format al voltant de les principals organitzacions d'esquerres ja des dels primers dies del conflicte, i es va decidir crear un organisme per a coordinar i regularitzar les seves activitats. Després d'una fase sanguinària seguida d'un progressiu control de les forces republicanes de la Generalitat, les Patrulles de Control van ser dissoltes el juny del 1937. Durant els 10 mesos d'existència, aquests grups van detenir i executar a Barcelona i rodalia milers d'eclesiàstics, carlins, propietaris i altres persones contràries a la revolució.

## Àmbit d'acció
Aquest cos policial revolucionari estava format per uns 700 milicians de la CNT-FAI, el Partit Obrer d'Unificació Marxista (POUM), ERC, PSUC, ACR i la UGT. Actuaven de forma paral·lela a la Prefectura de Policia sota la direcció de la Junta de Seguretat del Comitè. Les patrulles eren coordinades des d'una Secretaria General, dirigida per Tomàs Fàbregas Valls, ubicada a la Gran Via de les Corts Catalanes 617 de Barcelona. L'estructura jeràrquica estava divida en onze seccions territorials, a més de les patrulles del port, les ferroviàries i els serveis d'investigació de la CNT-FAI. Cada secció tenia un calabós per als detinguts i un delegat. El principal centre detenció es trobava a l'ex-convent de Sant Elies, al peu del Tibidabo. El control de les seccions es va repartir entre diversos partits amb representació al Comitè. La CNT-FAI tenia el control de la Secretaria General i 4 seccions, Esquerra tenia 4 seccions i el PSUC 3. El POUM no en tenia cap, tot i que des del setembre va tenir una conselleria a la Generalitat.
Aquests grups, formats principalment per obrers i anarquistes i d'altres formacions, rebien ordres d'Asens. Aquest en contacte directe amb Aurelio Fernández, Dionís Eroles i Manuel Escorza, tots militants de la CNT-FAI.

## Repressió violenta
Eren temps caòtics i les patrulles actuaven amb una certa discrecionalitat, cometent sovint excessos. A més de les detencions, interrogatoris i de vegades desaparicions, les seves activitats també incloïen "expropiacions" a esglésies i a cases de famílies burgeses. A vegades els detinguts podien aconseguir la llibertat a canvi del pagament d'un rescat.
Les veus crítiques contra les Patrulles de Control van augmentar a mesura que la Generalitat i els partits comunistes prenien una major posició de control sobre els anarquistes. El perllongament de la guerra al front i els abusos de les patrulles a la rereguarda van fer que les crítiques incrementessin des de les mateixes faccions anarquistes.

## Pressió dels partits republicans
El 24 d'octubre de 1936 el Comitè Central de les Milícies Antifeixistes aprovà una ordre segons la qual les Patrulles havien de tenir un agent d'enllaç amb la Prefectura de Policia. José Asens va assumir aquest càrrec i des de llavors tots els escorcolls i detencions van haver de ser autoritzats i documentats oficialment per ell o el seu secretari, Gutiérrez. Salvador González representant de la UGT al Comitè, va ser encarregat d'inspeccionar les activitats de totes les seccions de Patrulles.
A partir del novembre del 1936 les accions violentes de les patrulles van ser més limitades. Durant la primera meitat del 1937 és difícil destriar les acusacions lícites d'abusos de la contrapropaganda provinent sobretot dels comunistes. En la pràctica, les Patrulles de Control eren la principal força armada organitzada de l'anarquisme a Catalunya i un important instrument de la CNT-FAI per a mantenir el seu poder polític.
El 25 de març del 1937 Josep Tarradellas, llavors conseller en funcions de Seguretat Interior, va ordenar el trasllat a la Comissaria General d'Ordre Públic de la Generalitat dels detinguts a l'ex-monestir de Sant Elies i les altres seccions controlades per les Patrulles. El control directe de la Generalitat seguia augmentant.
Els Fets de Maig van posar de manifest l'ofensiva de la Generalitat de Catalunya, amb el suport de milicians del PSUC, de la UGT i d'Estat Català, contra milicians de la CNT-FAI i el POUM. Diversos membres de les Patrulles es van involucrar en els combats i van trobar la mort.

## Dissolució
El 4 de juny de 1937 es va publicar una ordre de dissolució i d'entrega de tot l'armament i plaques d'identificació dels patrullers. Molts dels seus membres van passar a la clandestinitat o van marxar al front per a evitar represàlies. El 9 de juny de 1937 José Asens i Tomàs Fàbregas van entregar les claus de la Secretaria General de Patrulles de Control i la resta de casernes.
El rol de les Patrulles va ser assumit pel Servei d'Informació Militar (SIM) de la República, sota el control del PCE. El SIM va reutilitzar la majoria de centres de detenció i va posar en pràctica mètodes de represssió més sistemàtics i brutals, no només contra la denominada Cinquena columna sinó també i sobretot contra militats del POUM i els mateixos anarquistes.